# Serie Radeon R200
La R200 es la segunda generación de GPU utilizadas en las tarjetas gráficas Radeon y desarrolladas por ATI Technologies. Esta GPU cuenta con aceleración 3D basada en Microsoft Direct3D 8.1 y OpenGL 1.3, una importante mejora en las características y el rendimiento en comparación con el diseño Radeon R100 anterior. La GPU también incluye aceleración GUI 2D, aceleración de video y múltiples salidas de pantalla. "R200" se refiere al nombre en clave de desarrollo de la GPU lanzada inicialmente de la generación. Es la base para una variedad de otros productos exitosos.

## Arquitectura
El hardware 3D de R200 consta de 4 canales de píxeles, cada uno con 2 unidades de muestreo de textura. Tiene 2 unidades de sombreado de vértices y una unidad Direct3D 7 TCL heredada, comercializada como Charisma Engine II . Es la primera GPU de ATI con procesadores de píxeles y vértices programables, llamada Pixel Tapestry II y compatible con Direct3D 8.1. R200 tiene un hardware avanzado de ahorro de ancho de banda de memoria y reducción de sobregiro llamado HyperZ II que consiste en eliminación selectiva de oclusión (Z jerárquica), borrado rápido de búfer z y compresión de búfer z. La GPU tiene capacidad de salida de pantalla dual ( HydraVision) y está equipada con un motor de decodificación de video (Video Immersion II) con desentrelazado de hardware adaptativo, filtrado temporal, compensación de movimiento e iDCT.
R200 introdujo la versión 1.4 (PS1.4) del sombreador de píxeles, una mejora significativa con respecto a las especificaciones anteriores de PS1.x. Las instrucciones notables incluyen "fase", "texcrd" y "texld". La instrucción de fase permite que un programa de sombreado opere en dos "fases" separadas (2 pases a través del hardware), duplicando efectivamente el número máximo de direcciones de textura e instrucciones aritméticas, y potencialmente permitiendo que se reduzca el número de pases necesarios para un efecto. Esto permite no solo efectos más complicados, sino que también puede proporcionar un aumento de velocidad al utilizar el hardware de manera más eficiente. La instrucción "texcrd" mueve los valores de coordenadas de textura de una textura al registro de destino, mientras que la instrucción "texld" cargará la textura en las coordenadas especificadas en el registro de origen al registro de destino.
En comparación con la arquitectura de canalización de 2x3 píxeles de R100, el diseño 4x2 de R200 es más sólido a pesar de perder una unidad de textura por canalización. Cada tubería ahora puede abordar un total de 6 capas de textura por pasada. El chip logra esto usando un método conocido como 'bucle invertido'. Aumentar el número de texturas a las que se accede por pase reduce el número de veces que la tarjeta se ve obligada a renderizar en varios pases.
Las capacidades de filtrado de texturas del R200 también se han mejorado con respecto a su predecesor. Para el filtrado anisotrópico, Radeon 8500 utiliza una técnica similar a la utilizada en R100, pero mejorada con filtrado trilineal y algunos otros refinamientos. Sin embargo, todavía depende en gran medida del ángulo y, a veces, el controlador fuerza el filtrado bilineal para la velocidad. La serie GeForce4 Ti de NVIDIA ofreció una implementación anisotrópica más precisa, pero con un mayor impacto en el rendimiento.
R200 tiene la primera implementación de ATI de un motor de teselado acelerado por hardware (también conocido como superficies de orden superior), llamado Truform, que puede aumentar automáticamente la complejidad geométrica de los modelos 3D. La tecnología requiere el apoyo del desarrollador y no es práctica para todos los escenarios. Puede redondear indeseablemente los modelos. Como resultado de una adopción muy limitada, ATI eliminó la compatibilidad con TruForm de su futuro hardware.
|                                       | DirectX 8.0 Sombreador de píxeles 1.1                                | DirectX 8.1 Sombreador de píxeles 1.4                                                                 |
| ------------------------------------- | -------------------------------------------------------------------- | --- |
| Máx. Entradas de textura              | 4                                                                    | 6 |
| Máx. Duración del programa            | 12 instrucciones (hasta 4 muestras de textura, 8 mezclas de colores) | 22 instrucciones (hasta 6 muestras de texturas, 8 direccionamiento de texturas, 8 mezclas de colores) |
| Conjunto de instrucciones             | 13 operaciones de dirección, 8 operaciones de color                  | 12 operaciones de dirección/color                                                                     |
| Modos de direccionamiento de texturas | 40                                                                   | virtualmente ilimitado                                                                                |

## Actuación
La mayor decepción inicial de Radeon 8500 fueron los primeros lanzamientos de controladores. En el lanzamiento, el rendimiento de la tarjeta estuvo por debajo de las expectativas y tenía numerosas fallas de software que causaron problemas con los juegos. La compatibilidad con suavizado del chip solo funcionaba en Direct3D y era muy lenta. Para calmar el entusiasmo por la 8500, el competidor Nvidia lanzó su paquete de controladores Detonator4 el mismo día que la mayoría de los sitios web mostraban una vista previa de la Radeon 8500. Los controladores de nVidia eran de mejor calidad y también mejoraron aún más el rendimiento de GeForce3.
Varios sitios de revisión de hardware notaron anomalías en las pruebas de juegos reales con Radeon 8500. Por ejemplo, ATI estaba detectando el ejecutable "Quake3.exe" y forzando la calidad del filtrado de texturas a un nivel mucho más bajo que el producido normalmente por la tarjeta, presumiblemente para mejorar el rendimiento. HardOCP fue el primer sitio web de revisión de hardware en presentar el problema a la comunidad y demostró su existencia al cambiar el nombre de todas las instancias de "Quake" en el ejecutable a "Quack".
Sin embargo, incluso con los controladores Detonator4, la Radeon 8500 fue capaz de superar a la GeForce3 (contra la cual la 8500 estaba destinada a competir) y, en algunas circunstancias, su revisión más rápida, la Ti500, el derivado con mayor velocidad de reloj que Nvidia había lanzado en respuesta a la Proyecto R200. Más tarde, las actualizaciones de controladores ayudaron a cerrar aún más la brecha de rendimiento entre la 8500 y la Ti500, mientras que la 8500 también era significativamente menos costosa y ofrecía funciones multimedia adicionales, como compatibilidad con dos monitores. Aunque la GeForce3 Ti200 se convirtió en la primera tarjeta DirectX 8.0 en ofrecer 128 MB de memoria de video, en lugar de los 64 MB comunes MB estándar para las tarjetas de gama alta de la época, resultó que las limitaciones de la GeForce3 le impidieron aprovecharlo al máximo, mientras que la Radeon 8500 pudo explotar con más éxito ese potencial.
A finales de 2001, para competir con las GeForce3 Ti200 y GeForce4 MX 460 más baratas, ATI lanzó la 8500 LE de frecuencia más lenta (luego relanzada como 9100) y la 8500 LELE, que se hizo popular entre los OEM y entusiastas debido a su precio más bajo y capacidad de overclocking a 8500 niveles. Aunque la GeForce4 Ti4600 se llevó la corona de rendimiento, era una solución de primera línea cuyo precio era casi el doble que el de la Radeon 8500 (MSRP de $ 350-399 versus $199), por lo que no ofrecía competencia directa. Con el lanzamiento retrasado de la potencialmente competitiva GeForce4 Ti4200, además de la iniciativa de ATI de lanzar versiones de 128 MB de la 8500/LE, la línea R200 mantuvo la popularidad entre el nicho de mercado de rendimiento medio-alto. Las mejores características de All-In-Wonder (AIW) Radeon 8500 DV y AIW Radeon 8500 de 128 MB demostraron ser superiores a los equivalentes de Personal Cinema de Nvidia que usaban las más rápidas GeForce 3 Ti500 y GeForce4 Ti4200.
A lo largo de los años, la posición dominante en el mercado de GeForce 3/4 significó que no muchos juegos tenían como objetivo el nivel superior de funciones DX8.1 PS 1.4 de la R200, pero aquellos que sí lo hicieron pudieron ver ganancias de rendimiento significativas sobre DX8, ya que ciertas operaciones podían procesarse en uno en lugar de múltiples pasadas. En estos casos, la Radeon 8500 puede incluso competir con la nueva serie GeForce4 que ejecuta una ruta de código DX8. Un ejemplo de un juego de este tipo con varias rutas de código es Half-Life 2.
Radeon 8500 vino con soporte para TruForm, una implementación temprana de Tessellation.

## Implementaciones

### Radeon 8500/8500 LE/9100

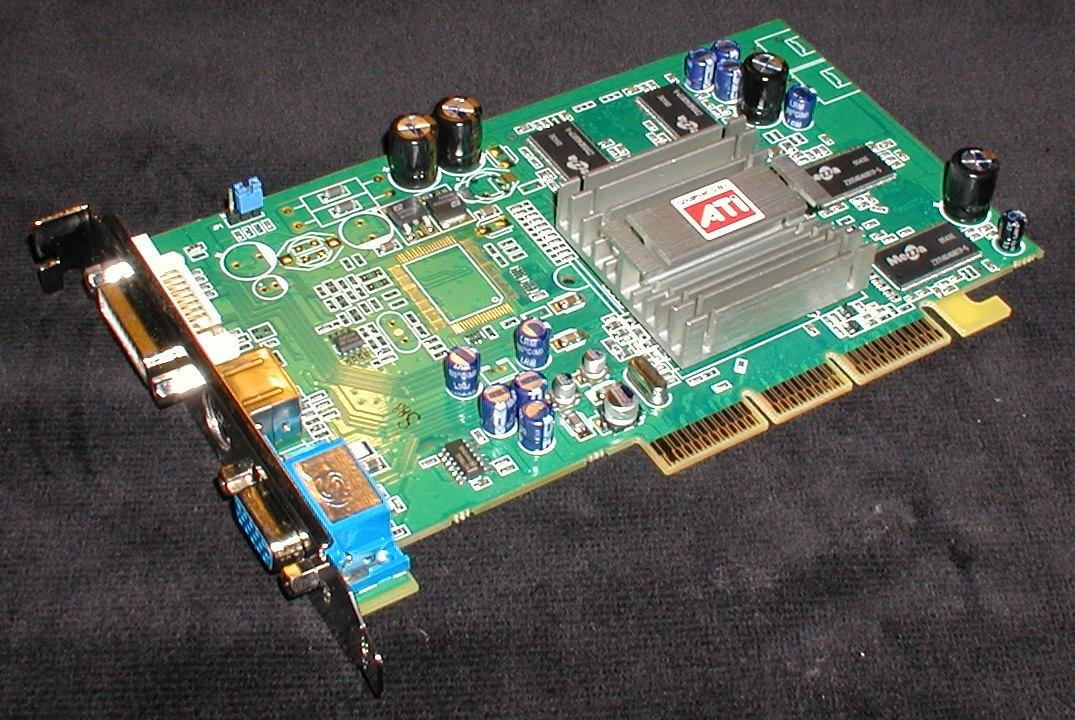
Sapphire ATI Radeon 9250

La primera tarjeta basada en R200 de ATI fue la Radeon 8500, lanzada en octubre de 2001. en diciembre de 2001, ATI lanzó Radeon 8500 LE (relanzado más tarde como Radeon 9100), un chip idéntico con una velocidad de reloj más baja y una memoria más lenta. Mientras que el 8500 completo tenía un núcleo de 275 MHz y una RAM de 275 MHz, el 8500LE tenía una frecuencia más conservadora de 250 MHz para el núcleo y 200 o 250 MHz para la memoria RAM. Ambas tarjetas de video se lanzaron por primera vez en configuraciones DDR SDRAM de 64 MB; las últimas placas Radeon 8500 de 128 MB recibieron un pequeño aumento de rendimiento como resultado de un modo de memoria intercalada.
En noviembre de 2001 fue el lanzamiento de All-In-Wonder Radeon 8500 DV, con 64 MB y una velocidad de reloj más lenta como la 8500 LE. En 2002, se lanzaron tres tarjetas de 128 MB, Radeon 8500, 8500 LE y All-In-Wonder Radeon 8500 de 128 MB, que funcionaba a velocidades máximas de 8500 pero tenía menos funciones relacionadas con el video que la AIW 8500 DV. ATI afirmó que la velocidad de reloj más baja para el 8500DV se debió a la interfaz FireWire.
A fines de 2002, se anunció la Radeon 9100 para satisfacer la fuerte demanda del mercado de productos basados en la arquitectura R200.

### Radeon 8500 XT (cancelada)
Se planeó un chip actualizado, el Radeon 8500 XT (R250) para un lanzamiento a mediados de 2002, para competir contra la línea GeForce4 Ti, particularmente la línea superior Ti4600 (que se vendió al por menor por un MSRP de $ 350–399 USD). La información preliminar promocionaba un núcleo de 300 MHz y una velocidad de reloj RAM para el chip "R250".
Una Radeon 8500 funcionando a velocidades de reloj de 300 MHz difícilmente habría derrotado a la GeForce4 Ti4600, y mucho menos a una tarjeta más nueva de NVIDIA. En el mejor de los casos, podría haber sido una solución de gama media con mejor rendimiento que la Radeon 9000 de menor complejidad (RV250, ver más abajo), pero también habría costado más producirla y no se habría adaptado bien a la computadora portátil/de escritorio dual de la Radeon 9000. roles debido al tamaño del troquel y al consumo de energía. En particular, los overclockers descubrieron que Radeon 8500 y Radeon 9000 no podían overclockear de manera confiable a 300 MHz sin voltaje adicional, por lo que, sin duda, el R250 habría tenido problemas similares debido a su mayor complejidad y tecnología de fabricación equivalente, y esto habría resultado en rendimientos de chips bajos y, por lo tanto, costos más altos.
ATI, tal vez consciente de lo que le había sucedido a 3dfx cuando se enfocó en su procesador "Rampage", abandonó la actualización R250 a favor de terminar su tarjeta DirectX 9.0 de próxima generación que se lanzó como Radeon 9700. Esto resultó ser un acierto, ya que permitió a ATI tomar la delantera en el desarrollo por primera vez en lugar de seguir a NVIDIA. El nuevo buque insignia Radeon 9700, con su arquitectura de próxima generación que le brinda características y rendimiento sin precedentes, habría sido superior a cualquier actualización R250, y fácilmente le quitó la corona de rendimiento a la Ti4600.

### Radeon 9000
La Radeon 9000 (RV250) se lanzó junto con la Radeon 9700. La 9000 sucedió a la Radeon 7500 (RV200) en el segmento del mercado principal, y esta última se trasladó al segmento económico. Este chip fue un rediseño significativo de R200 para reducir el costo y el uso de energía. Entre el hardware eliminado se encuentra una de las dos unidades de textura, la función "TruForm", Hierarchical-Z, la unidad DirectX 7 TCL y uno de los dos vertex shaders. En los juegos, la Radeon 9000 funciona de manera similar a la GeForce4 MX 440. Su principal ventaja sobre el MX 440 era que tenía una implementación completa de DirectX 8.1 Vertex y Pixel Shader. Si bien la 9000 no era tan rápida como la 8500LE o la Nvidia GeForce3 Ti200, la 8500LE y la Ti200 se descontinuarían, aunque la primera se reintrodujo debido a la fuerte demanda del mercado.

### Radeon 9200

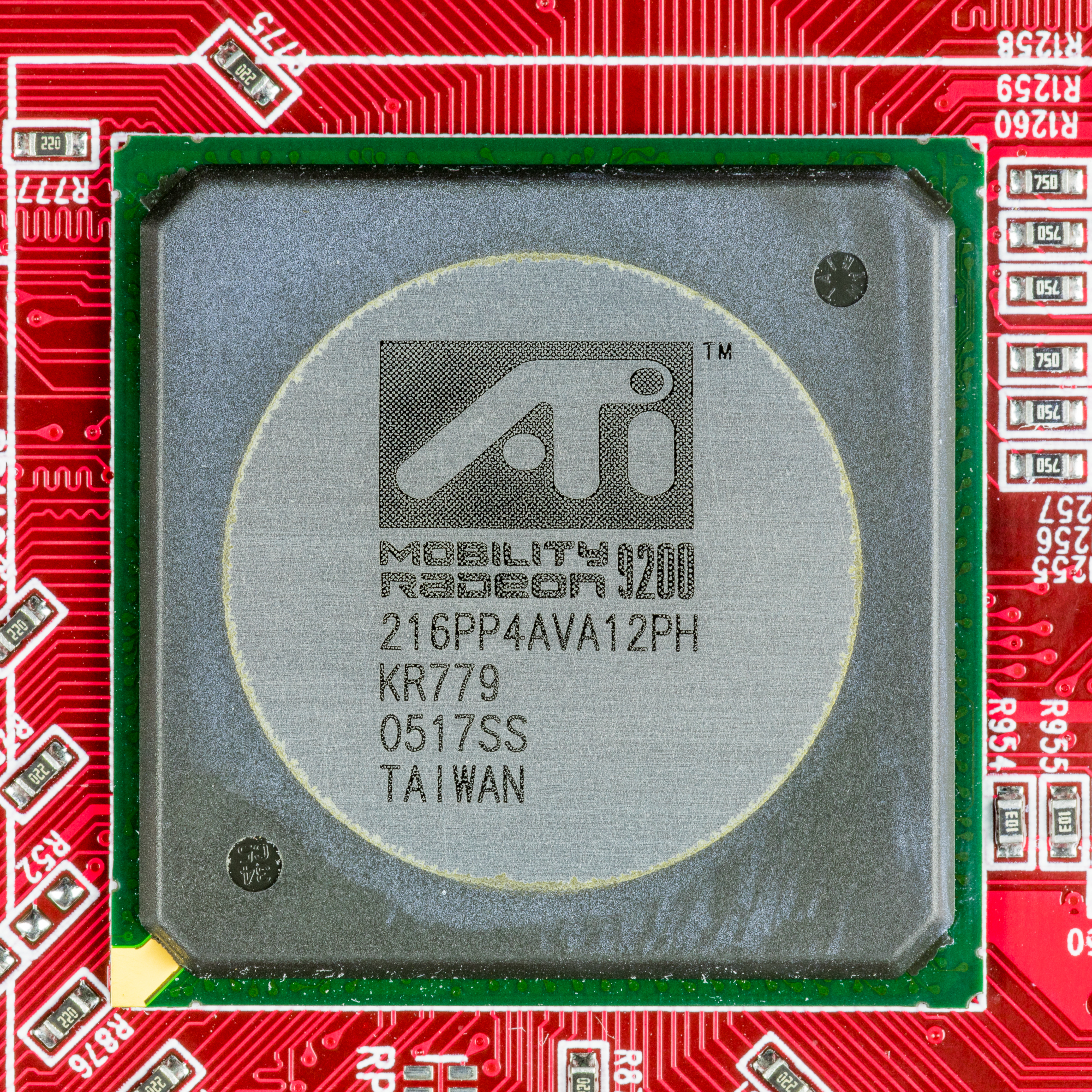
Movilidad ATI Radeon 9200

Una revisión posterior de la 9000 fue la Radeon 9200 (RV280) lanzada el 16 de abril de 2003, que además de admitir AGP 8X, era idéntica. También había una versión más económica, la 9200SE, que tenía una velocidad de reloj un 20% más baja y solo tenía un bus de memoria de 64 bits. Otra placa, llamada Radeon 9250, se lanzó en julio de 2004 y era simplemente una RV280 con una frecuencia ligeramente más baja.
ATI había cambiado la marca de sus productos en 2001, con la intención de que la serie 7xxx indicara las capacidades de DirectX 7.0, 8xxx para DirectX 8.1, etc. Sin embargo, al nombrar la Radeon 9000/9200, que solo tenía funciones de representación de DirectX 8.1, ATI las anunció como "compatibles con DirectX 9.0", mientras que la verdadera Radeon 9700 con especificaciones de DirectX 9.0 era "compatible con DirectX 9.0".

## Versiones para portátiles
La Mobility Radeon 9000 se lanzó a principios del verano de 2002 y fue el primer chip para computadora portátil DirectX 8. Superó a la nVidia GeForce 2 Go basada en DirectX 7 y tenía más funciones que la GeForce 4 Go.
Más tarde también siguió una Mobility Radeon 9200, derivada de la computadora de escritorio 9200. La Mobility Radeon 9200 también se usó en muchas computadoras portátiles Apple, incluida la Apple iBook G4.

## Controladores

### Sistemas operativos relacionados con Unix
Los controladores de código abierto de X.org/Mesa admiten casi todas las funciones proporcionadas por el hardware R200. Se envían de forma predeterminada en la mayoría de los sistemas BSD y Linux. Los controladores ATI Catalyst más nuevos no ofrecen soporte para ningún producto de arquitectura R500 o anterior.
El Mac mini basado en PowerPC y el iBook G4, que se ejecutan en Mac OS X, se suministraron con GPU Radeon 9200; los sistemas finales Power Mac G4 "Mirrored Drive Door" tenían las tarjetas 9000 y 9000 Pro disponibles como opción BTO.

### Controladores de Windows
AMD admite esta serie de tarjetas gráficas Radeon en los sistemas operativos Microsoft Windows, incluidos Windows XP (excepto x64), Windows 2000, Windows Me y Windows 98. Otros sistemas operativos pueden tener soporte en forma de un controlador genérico que carece de soporte completo para el hardware. El desarrollo de controladores para la línea R200 finalizó con los controladores Catalyst 6.11 para Windows XP.

### Mac OS clásico
La Radeon 9250 fue la última tarjeta ATI que admitió oficialmente Mac OS 9.

### AmigaOS
La serie R200 de tarjetas gráficas Radeon es compatible con el sistema operativo Amiga, versión 4 y superior. Los gráficos 2D son totalmente compatibles con todas las tarjetas de la familia, con soporte de aceleración 3D para las series de tarjetas 9000, 9200 y 9250.

### MorphOS
La serie R200 de tarjetas gráficas Radeon es compatible con MorphOS.